# قغزمان
قغزمان أو قاغيزمان أو كاجيزمان (بالكردية: Qaxizman). أو كاغزوان سابقًا (بالأرمنية: Կաղզուան). هي بلدة تابعة لمحافظة قارص في منطقة شرق الأناضول في تركيا. يبلغ عدد سكانها 23100 نسمة حسب تعداد عام 2012.